# Enkerne
Enkerne er en dansk dokumentarfilm fra 1989, der er instrueret af Vibeke Schwerin, som også har skrevet filmens manuskript.

## Handling
Krig er den mest ekstreme form for tab af kærlighed. Det er emnet for dette dokumentarprogram om krigsenker. Et portræt af to kvinder, en argentinsk og en britisk, der begge mistede deres mænd i krigen om Falklandsøerne / Maldiverne.